# Dampierre-en-Graçay
Dampierre-en-Graçay è un comune francese di 231 abitanti situato nel dipartimento del Cher, nella regione del Centro-Valle della Loira.

## Società

### Evoluzione demografica
Abitanti censiti